# 성모 발현

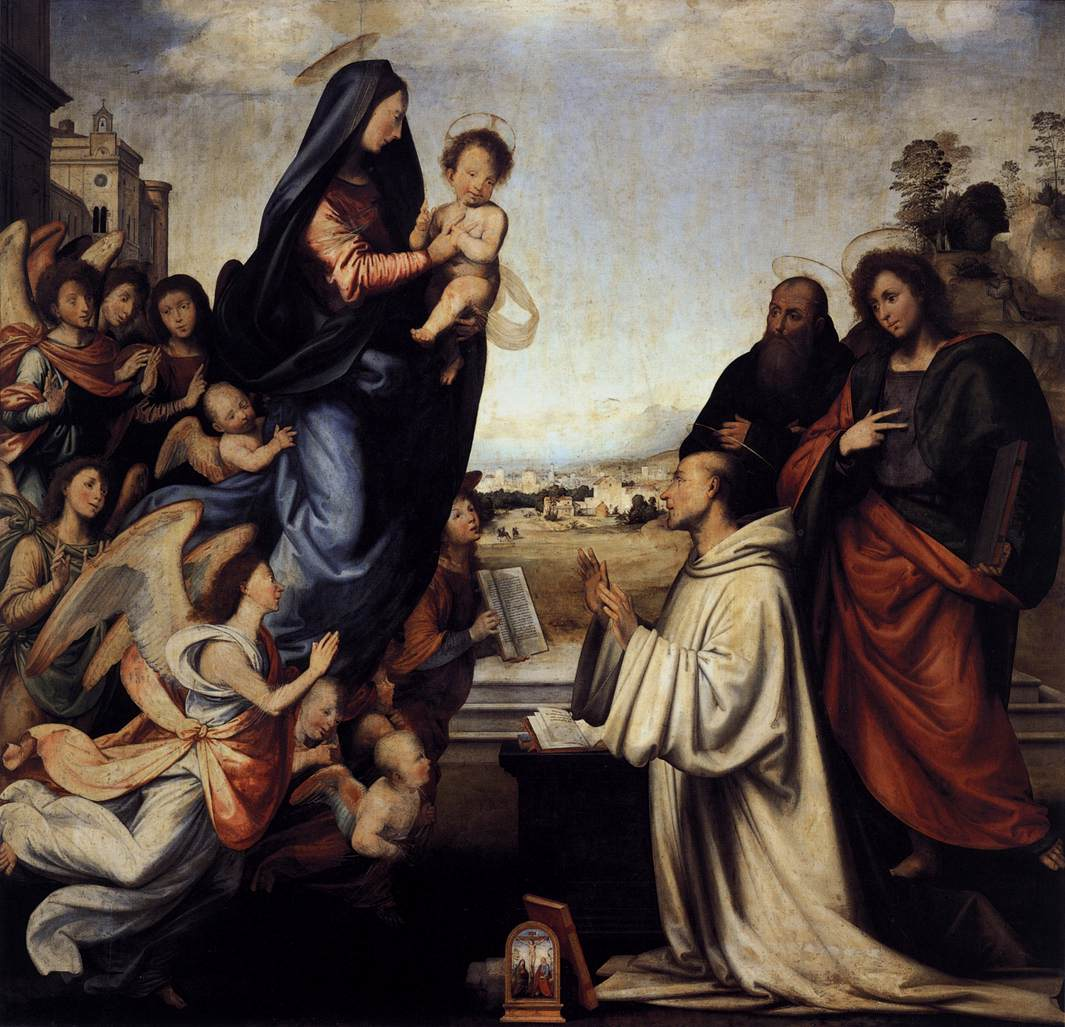
《성 베르나르의 환시》(The Vision of St Bernard), 프라 바르톨로메오, 1504년 경.

성모 발현(聖母發現)은 기독교, 주로 로마 가톨릭교회에서 성모 마리아가 한 명 이상의 사람들에게 초자연적으로 나타난다고 여겨지는 기적 현상의 일종이다. 성모 발현은 발현한 마을이나 발현한 이유에 따라 각기 다른 호칭이 부여된다. 때때로 발현은 장기간에 걸쳐 같은 장소에 반복해서 일어나는 일도 있다. 지금까지 성모 발현의 대다수는 목격자들이 소수에 그쳤다.
로마 가톨릭교회의 교리에 따르면, 사도들이 이승에서의 삶을 마침과 동시에 공적 계시의 시대도 끝났다고 한다. 성모 발현은 교회 당국에 의해 진실이라고 승인받을 경우, 공적 계시의 일부 측면들을 강조하려는 특별한 목적을 위한 사적 계시로 다루어진다.
교회의 인가를 받은 발현은 이후 더는 개인적인 체험에 머물지 않고, 실제로 성스러운 힘이 어떤 특정한 목적을 가지고 개입한 것으로 믿어진다. 이러한 발현들은 그리스도의 가르침 가운데 일부를 강조하여 상기시키는 데 그 목적이 있다. 발현에서는 사람들이 메시지에 관심을 두도록 유도함과 동시에 메시지의 정당성을 입증하고자 치유와 그 밖의 다른 기적들을 수반하지만, 교회 상층부에서는 이를 성모 발현의 주된 목적으로 보고 있지 않는다. 성모 마리아의 발현은 교회 안에서 성모 마리아가 실제로 존재한 인물이었으며, 이러한 발현을 통해 그녀가 여전히 이 땅 위에서 살아가는 그리스도인들을 보살펴 주고 있다는 증거로 여겨진다.

## 같이 보기
- 파티마의 성모
- 루르드의 성모
- 과달루페의 성모
- 바뇌의 성모